# Trem, Șumen
Trem (în bulgară Трем) este un sat în comuna Hitrino, regiunea Șumen,  Bulgaria. 

## Demografie
Componența etnică a satului Trem
     Turci (52,7%)
     Nicio identificare (47,29%)
     Altele (0%)
La recensământul din 2011, populația satului Trem era de 296 locuitori. Din punct de vedere etnic, majoritatea locuitorilor (52,7%) erau turci. Pentru 47,29% din locuitori nu este cunoscută apartenența etnică.